# Štefanec (żupania medzimurska)
Štefanec – wieś w Chorwacji, w żupanii medzimurskiej, w mieście Čakovec. W 2011 roku liczyła 716 mieszkańców.